# 임연 (가수)
임연(1995년 3월 25일 ~ )은 대한민국의 가수다. 개명 전 이름은 안지연이었다. 2018년 노래 ‘어떤, 밤’으로 데뷔했다.

## 방송
- 판타스틱 듀오 (2016)
- 불토엔 혼코노 2 (2018) - 우승
- 우리가 사랑한 그 노래 새가수 (2021) - Top12(9위)